# Островенское (озеро, Окуловский район)
Островенское — озеро в Окуловском районе Новгородской области. Площадь водного зеркала — 0,8 км². Площадь водосборного бассейна озера — 77,4 км².
Лежит на высоте 179,4 м над уровнем моря. Имеет вытянутую в мередиональном направлении форму. Окружено лесами, местами — частично заболоченными. На берегу озера располагается деревня Островенок. В центральной части озера имеется остров.
Втекает — река Вялка, вытекает — река Льняная.